# Classe A (rischio teratogenico ADEC)
La classe A di rischio teratogeno secondo la classificazione operata dall'Australian Drug Evaluation Committee (ADEC) include quei farmaci assunti da un alto numero di donne durante la gravidanza o in età fertile. Non sono stati rilevati aumenti provati di malformazioni o effetti tossici diretti e indiretti sul feto.

## A
- Acido folico
- Acido folinico
- Acido nalidixico
- Adrenalina
- Alcinonide
- Alginati
- Antiacidi
- Alotano[1]
- Amoxicillina
- Ampicillina
- Atropina

## B
- Benzilpenicillina
- Betametasone
- Bisacodile
- Bromexina
- Bromfeniramina
- Bromocriptina (orale)
- Budesonide
- Bupivacaina

## C
- Caffeina
- Carbimide di calcio
- Cascara
- Cefalexina
- Cefalotina
- Cetilpiridinio
- Ciclizina
- Cincocaina
- Ciproeptadina
- Clemastina
- Clindamicina
- Cloralio idrato
- Cloramfenicolo
- Clorchinaldolo
- Clorciclizina
- Clorexidina
- Clorfeniramina
- Clormetiazolo
- Clorochina (profilassi)
- Cloruro di ammonio
- Clotrimazolo
- Codeina
- Corticotropina
- Cortisone

## D
- Desclorfeniramina
- Dexametasone
- Dextrometorfano (antitussivi)
- Difenidramina
- Difenilammina
- Digossina e altri Glicosidi cardioattivi
- Diidrocodeina[2]
- Dimenidrinato
- Doxilmmina

## E
- Econazolo
- Efedrina
- Emetina
- Enflurano[1]
- Eritromicina
- Esammina
- Etambutolo

## F
- Feniramina
- Fenossimetilpenicillina
- Fenoterolo
- Ferro (preparazioni orali e parenterali (con o senza acido folico)
- Fludrocortisone
- Flumetasone
- Fluocinolone
- Fluocortolone
- Folcodina

## G
- Gonadotropina corionica umana
- Guaifenesina
- Guanetidina

## I
- Idroxizina
- Idrocortisone
- Idrossichinolina
- Ioscina metilbromuro (conosciuto anche come scopolamina metilbromuro)
- Ipecacuana
- Isoniazide
- Isoprenalina

## K
- Ketamina[1]

## L
- Lignocaina
- Lincomicina
- Liotironina

## M
- Medrossiprogesterone (dose contraccettiva intramuscolo)
- Mepivacaina
- Metildopa
- Metilprednisolone
- Metoclopramide
- Miconazolo

## N
- Nistatina
- Nitrofurantoina (terapia a breve termine)
- Nonoxinol-9

## O
- Octoxynol
- Orciprenalina
- Ossitocina[3]

## P
- Papaverina
- Paracetamolo
- Penicillina benzatina
- Penicillina procaina
- Prednisolone
- Prednisone
- Prilocaina
- Prociclidina
- Protossido di azoto[1] (NO2)

## R
- Rimiterolo

## S
- Salbutamolo
- Saponine
- Senna
- Sodio cromoglicato
- Sodio docusato
- Sulfasalazina
- Suxametonio

## T
- Teofillina (derivati)
- Terbutalina
- Tiopentone[1]
- Tiroxina
- Triamcinolone
- Triprolidina

## V
- Vaccini: antidifterico, antitetanico, antipoliomielitico[4], antitifico[4] e combinazioni.